# 駝峰山 (佛蒙特州)
駝峰山（Camel's Hump，也稱Camels Hump）是美国佛蒙特州绿山山脈中的一座山。山的北坡与威努斯基河接壤，这条河流经过了数万年的绿山山脉。在4,083英尺（1,244） ，它与艾連峰并列佛蒙特州第三高的山峰。駝峰山被10英畝（4公頃）的高山苔原所圍繞。这座也是驼峰州立公园最显着的特征。